# Bette Blaere
Bette Blaere (Eggewaartskapelle – Veurne, 1616) was een slachtoffer van de heksenvervolging in Europa.
In aanwezigheid van twee schepenen en van de raadpensionaris (griffier) werd zij gedurende zesentwintig uur gefolterd. De magistraten werden om de zes uur afgelost. Bette Blaere werd gemarteld met de halsband en gegeseld met 'scherpe roeden'. Een priester moest tussendoor de 'patiënte' bezweren om de duivel uit haar lichaam te drijven.
Op 10 februari 1616, na zware foltering, verklaarde de verdachte dat 'de duivel de pijnen op zich neemt van degenen die getortureerd worden'. Na nieuwe pijniging zakte Bette Blaere bewusteloos neer. Toen ze weer bij kennis kwam beweerde ze dat ze door de pijn haar geheugen had verloren. Een pater werd ontboden die haar exorciseerde maar er werd geen verandering in haar toestand vastgesteld. Bette verklaarde 'dat ze zichzelf zou beliegen om uit de pijn te geraken'. Na nogmaals een folterbeurt was ze gebroken en gaf ze toe dat ze betrekkingen met de duivel had.